# كارلوس هويرتا
كارلوس هويرتا (بالإنجليزية: Carlos Huerta)‏ هو لاعب كرة القدم الكندية أمريكي، ولد في 29 يونيو 1969 في كورال غيبلز في الولايات المتحدة.

## وصلات خارجية
- كارلوس هويرتا على موقع مرجع كرة القدم المحترفة.كوم (الإنجليزية)